# Telluria chitinolytica
Telluria chitinolytica es una bacteria gramnegativa del género Telluria. Fue descrita en el año 1993. Su etimología hace referencia a degradación de quitina. Anteriormente se describió como Pseudomonas chitinolytica en 1991. Es aerobia y móvil por flagelo polar. Catalasa y oxidasa positivas. Tiene un tamaño de 0,5-1 μm de ancho por 2-3 μm de largo. En ocasiones puede formar células filamentosas de 30 μm de longitud. Crece de forma individual, en parejas o en cadenas cortas. Forma colonias amarillas. En medio sólido muestra también flagelos laterales. Temperatura óptima de crecimiento de 30-35 °C. Tiene un contenido de G+C de 72%. Se ha aislado de suelo en Israel.  